# Vallières-sur-Fier
Vallières-sur-Fier ist eine französische Gemeinde mit 2.739 Einwohnern (Stand 1. Januar 2022) im Département Haute-Savoie in der Region Auvergne-Rhône-Alpes. Sie gehört zum Arrondissement Annecy und zum Kanton Rumilly.
Sie entstand als Commune nouvelle mit Wirkung vom 1. Januar 2019 durch die Zusammenlegung der bisherigen Gemeinden Vallières und Val-de-Fier, denen in der neuen Gemeinde der Status einer Commune déléguée jedoch nicht zuerkannt wurde. Der Verwaltungssitz befindet sich im Ort Vallières.

## Gliederung
| Ortsteil                      | ehemaliger INSEE-Code | Fläche (km²) | Einwohnerzahl (2016) |
| ----------------------------- | --------------------- | ------------ | -------------------- |
| Val-de-Fier                   | 74274                 | 10,11        | 0666                 |
| Vallières (Verwaltungssitz)00 | 74289                 | 09,03        | 1807                 |

## Geografie
Vallières-sur-Fier liegt etwa 16 Kilometer westlich der Stadt Annecy (Luftlinie). Die Gemeinde erstreckt sich im Albanais, leicht erhöht am Rand der breiten Talniederung des Fier, östlich des Höhenrückens der Montagne du Gros Foug. Die verkehrstechnische Erschließung erfolgt durch die Départementsstraße D 14.
Nachbargemeinden sind:
Versonnex im Norden, Saint-Eusèbe im Nordosten, Hauteville-sur-Fier im Osten, Sales im Südosten, Rumilly im Süden, Moye  und Lornay im Südwesten, Motz und Seyssel im Westen, sowie Droisy und Crempigny-Bonneguête im Nordwesten.